# Tsirk

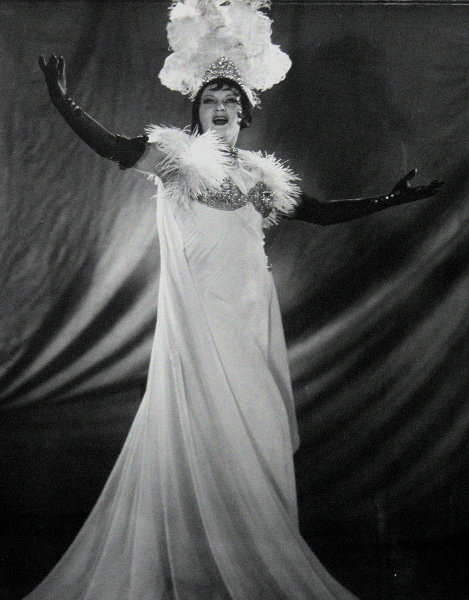
Lyubov Orlova a interpretar Marion Dixon.

Tsirk (em russo:  Цирк, Brasil: O Circo ) é um filme soviético do género comédia musical, realizado e escrito por Grigori Aleksandrov e Isidor Simkov, e produzido pelo estúdio Mosfilm. Foi protagonizado pela atriz e cantora russa, Lyubov Orlova, que interpretou diversas canções no filme, entre elas, "Shiroka strana moya rodnaya" (Широка страна моя родная).
O filme foi baseado na comédia Pod kupolom tsirka (Под куполом цирка), escrita por Ilf e Petrov e Valentin Kataev, e interpretada na Sala de Concertos de Moscovo. Os argumentistas haviam produzido a peça para o filme, mas durante as gravações iniciais viajaram para a América. Após regressarem, não aprovaram a interpretação do realizador, tendo abandonado o trabalho após alguns conflitos e proibiram que os seus nomes fossem mencionados nos créditos, e o trabalho foi continuado por Isaac Babel.

## Elenco
- Lyubov Orlova como Marion Dixon[6]
- James Lloydovich Patterson como Jimmy
- Sergei Stolyarov como Ivan Petrovich Martinov
- Pavel Massalsky como Franz von Kneishitz
- Vladimir Volodin como Ludvig
- Yevgeniya Melnikova como Rayechka
- Aleksandr Komissarov como Skameikin
- Nikolai Otto como Charlie Chaplin
- Solomon Mikhoels (aparição)